# Dealu Frumos (okręg Sybin)
Dealu Frumos – wieś w Rumunii, w okręgu Sybin, w gminie Merghindeal. W 2011 roku liczyła 514 mieszkańców.